# Wheatland (Wyoming)
Wheatland es un pueblo ubicado en el condado de Platte en el estado estadounidense de Wyoming.Es sede del condado de Platte. En el año 2010 tenía una población de 3.627 habitantes y una densidad poblacional de 329.73 personas por km².

## Geografía
Wheatland se encuentra ubicado en las coordenadas 42°3′6.08″N 104°57′33.62″O / 42.0516889, -104.9593389. Según la Oficina del Censo, la localidad tiene un área total de 11 km² (4,2 mi²), de la cual 11 km² (4,2 mi²) es tierra y 0 km² (0 mi²) (0.0%) es agua.

### Localidades adyacentes
El siguiente diagrama muestra a las localidades en un radio de 60 kilómetros (37,3 mi) de Wheatland.

## Demografía
En el 2000 la renta per cápita promedia del hogar era de $35.208, y el ingreso promedio para una familia era de $42.623. El ingreso per cápita para la localidad era de $19.069. En 2000 los hombres tenían un ingreso per cápita de $34.940 contra $20.185 para las mujeres. Alrededor de 8.9% estaba bajo el umbral de pobreza nacional.